# 森林区

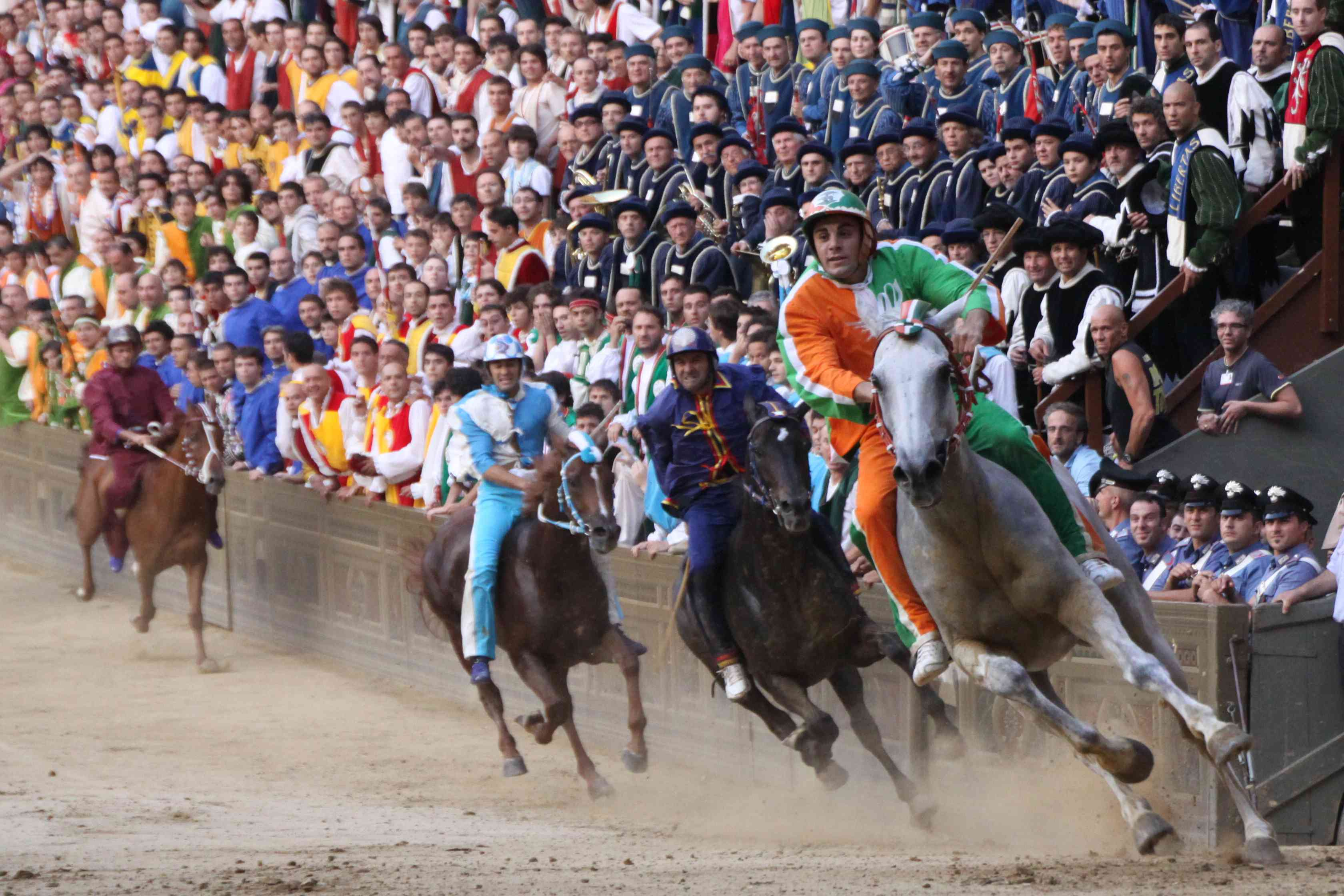
Silvano Mulas在2010年7月2日

森林区（Contrada del Selva）是意大利锡耶纳的17个堂区之一。位于市中心的田野广场以西。传统上，该区居民从事织布。
该区标志是犀牛和橡树。
该区区旗为绿色和橙色，镶白色边。
该区盟友为蜗牛区和龟区。
该区的主保是圣母圣天，庆祝日是8月15日。
该区最后一次在锡耶纳赛马节中获胜是在2010年7月2日。历史上该区共获胜37次。